# Juno Awards 2016
Die Juno Awards of 2016 wurden am 2. und 3. April 2016 in Calgary vergeben. Der Verleihungsort war der Scotiabank Saddledome, die Übertragung übernahm der Fernsehsender CTV. Es war die erste Veranstaltung der Juno Awards, die in 4K Ultra High-Definition ausgestrahlt wurde.

## Veranstaltungen
Bei der Hauptveranstaltung übernahmen Musikerin Jann Arden und die Fernsehpersönlichkeit Jon Montgomery die Moderation. Auftritte gab es unter anderem von Bryan Adams, Dean Brody, Alessia Cara, Dear Rouge, Coleman Hell, Scott Helman, Shawn Hook, Lights, Shawn Mendes, The Weeknd and Whitehorse. Die Fernsehübertragung fand 1,4 Millionen Zuschauer.
Das Benefizspiel Juno Cup fand am 1. April im Max Bell Centre statt.

## Gewinner und Nominierungen
Burton Cummings wurde in die Canadian Music Hall of Fame aufgenommen. Seine Band The Guess Who wurde bereits 1987 aufgenommen. Rosalie Trombley, die ehemalige Musikleiterin von CKLW bekam den Walt Grealis Special Achievement Award. Arcade Fire erhielten für ihr soziales Engagement den Allan Waters Humanitarian Award.
Die Nominierungen wurden am 2. Februar 2016 verkündet. Kurz darauf gab es unter dem Hashtag #JunosSoMale eine Kampagne, die sich dagegen richtete, das fast nur Männer nominiert waren. Auch die Musikerinnen Amy Millan und Grimes äußerten sich kritisch über die Vergabepraxis.

### Personen
| Artist of the Year | Group of the Year |
| --- | --- |
| The Weeknd - City and Colour - Drake - Justin Bieber - Shawn Mendes | Walk Off the Earth - Hedley - Marianas Trench - Metric - Three Days Grace |
| Breakthrough Artist of the Year | Breakthrough Group of the Year |
| Alessia Cara - Coleman Hell - Francesco Yates - Scott Helman - Tobias Jesso Jr. | Dear Rouge - Half Moon Run - Milk & Bone - The Elwins - Young Empires |
| Fan Choice Award | Songwriter of the Year |
| Justin Bieber - Alessia Cara - Carly Rae Jepsen - Cœur de pirate - Dean Brody - Drake - Shawn Hook - Shawn Mendes - The Weeknd - Walk Off the Earth | Abel Tesfaye – Can't Feel My Face , In the Night, The Hills aus Beauty Behind the Madness von The Weeknd - Béatrice Martin – Carry On, Crier tout bas, Oceans Brawl aus Roses von Cœur de pirate - Buffy Sainte-Marie – Farm in the Middle of Nowhere, Ke Sakihitin Awasis (I Love You Baby), Love Charms (Mojo Bijoux) aus Power in the Blood by Buffy Sainte-Marie - Dallas Green – Blood, Lover Come Back, Wasted Love from If I Should Go Before You von City and Colour - Tobias Jesso Jr. – When We Were Young aus 25 von Adele; Aliveaus This Is Acting von Sia; Without You aus Goon von Tobias Jesso Jr. |
| Producer of the Year | Recording Engineer of the Year |
| Bob Ezrin – Honey Honey, What Love Is All About aus What Love Is All About von Johnny Reid - Dallas Green – Lover Come Back, Wasted Love aus If I Should Go Before You von City and Colour - Henry Cirkut Walter – Locked Away feat. Adam Levine aus What Dreams Are Made Of von Rock City; Sugar aus V von Maroon 5 - Steve Webster & Emilie-Claire Barlow – La Llorona, On a Clear Day aus Clear Day von Emilie-Claire Barlow - Thomas Tawgs Salter – Bungalow aus Augusta von Scott Helman; Rule the World aus Sing It All Away von Walk Off the Earth | Shawn Everett – Don't Wanna Fight, Gimme All Your Love aus Sound & Color von Alabama Shakes - Gus van Go – Downtown, Sweet Disaster aus Leave No Bridge Unburned by Whitehorse - Liam O’Neil – Celebrate, The Governess aus Pagans in Vegas von Metric - Noah ''40'' Shebib – Jungle, Know Yourself aus If You’re Reading This It’s Too Late von Drake - Serban Ghenea – Can't Feel My Face, In the Night aus Beauty Behind the Madness von The Weeknd |

### Alben
| Album of the Year | Aboriginal Album of the Year |
| --- | --- |
| The Weeknd, Beauty Behind the Madness - Drake, If You’re Reading This It’s Too Late - Jean Leloup, À Paradis City - Justin Bieber, Purpose - Shawn Mendes, Handwritten | Buffy Sainte-Marie, Power in the Blood - Armond Duck Chief, The One - Black Bear, Come and Get Your Love: The Tribe Session - Derek Miller, Rumble - Don Amero, Refined |
| Adult Alternative Album of the Year | Adult Contemporary Album of the Year |
| Whitehorse, Leave No Bridge Unburned - Daniel Romano, If I've Only One Time Askin‘ - Joel Plaskett, The Park Avenue Sobriety Test - Mo Kenney, In My Dreams - Tobias Jesso Jr., Goon | Johnny Reid, What Love Is All About - Diana Krall, Wallflower - Don Amero, Refined - Jann Arden, A Jann Arden Christmas - The Tenors, Under One Sky |
| Alternative Album of the Year | Blues Album of the Year |
| BRAIDS, Deep in the Iris - Destroyer, Poison Season - Majical Cloudz, Are You Alone? - U.S. Girls, Half Free - Preoccupations formerly known as Viet Cong, Viet Cong | Harrison Kennedy, This Is from Here - Big Dave McLean, Faded But Not Gone - Blackburn, Brothers in This World - David Gogo, Vicksburg Call - Jerome Browne, Sliding Delta Michael |
| Children’s Album of the Year | Classical Album of the Year – Solo or Chamber Ensemble |
| The Swinging Belles, More Sheep, Less Sleep - Big Block SingSong, Greatest Hits - Bobs and LoLo, Dirty Feet - Ginalina, Forest Friends' Nature Club Album - Splash’N Boots, Songs from the Boot | James Ehnes, Franck & Strauss: Violin Sonatas - Angela Hewitt, Liszt: Piano Sonata & Sonnets - ARC Ensemble, Chamber Works by Jerzy Fitelberg - Cecilia String Quartet, Mendelssohn: Op. 44 nos. 1, 2 - Elinor Frey, Berlin Sonatas |
| Classical Album of the Year – Large Ensemble or Soloist(s) with Large Ensemble Accompaniment | Classical Album of the Year – Vocal or Choral Performance |
| Orchestre Symphonique de Montréal with Olivier Latry and Jean-Willy Kunz, Symphony and New Works for Organ and Orchestra - James Ehnes with the Sydney Symphony, Vivaldi: Four Seasons - Orchestre Métropolitain, Mahler 10 - Paul Merkelo, Orchestre Symphonique de Montréal, Tomasi, Desenclos, Jolivet: French Trumpet Concertos - Stewart Goodyear with the Czech National Symphony, Rachmaninov: Piano Concertos 2 & 3 | L’Harmonie des Saisons, Las Ciudades de Oro - Claire de Sévigné, Maria Soulis, and Aradia Ensemble, Vivaldi: Sacred Music, Vol. 4 - Canadian Chamber Choir, Sacred Reflections of Canada – A Canadian Mass - Jeff Reilly with Andrea Ludwig, Charles Daniels, John Potter, and Suzie LeBlanc, Peter-Anthony Togni: Responsio - Marie-Nicole Lemieux, Chansons Perpétuelles |
| Contemporary Christian/Gospel Album of the Year | Country Album of the Year |
| Dan Bremnes, Where the Light Is - Amanda Cook, Brave New World - Matt Maher, Saints and Sinners - The City Harmonic, We Are - Tim Neufeld, TREES – Chapter 2 | Dean Brody, Gypsy Road - Autumn Hill, Anchor - Brett Kissel, Pick Me Up - High Valley, County Line - Paul Brandt, Frontier |
| Electronic Album of the Year | Francophone Album of the Year |
| Pomo, The Other Day - AM Static, A Life Well Lived - Concubine, Concubine - Discrete, The Midas Touch - Humans, Noontide | Jean Leloup, À Paradis City - Ariane Moffatt, 22h22 - Galaxie, Zulu - Louis-Jean Cormier, Les grandes artères - Marie-Pierre Arthur, Si l'aurore |
| Instrumental Album of the Year | International Album of the Year |
| Colin Stetson and Sarah Neufeld, Never Were the Way She Was - Afiara Quartet and Skratch Bastid, Spin Cycle - Cris Derksen, Orchestral Powwow - Esmerine, Lost Voices - Jens Lindemann and Tommy Banks, Legacy Live | Adele, 25 - Ciara, Jackie - Hozier, Hozier - Meghan Trainor, Title - Vance Joy, Dream Your Life Away |
| Jazz Album of the Year – Solo | Jazz Album of the Year – Group |
| Robi Botos, Movin' Forward - Al Muirhead, It's About Time - Curtis Nowosad, Dialectics - Rich Brown, Abend - Tara Davidson, Duets | Allison Au Quartet, Forest Grove - Brad Turner Quartet, Over My Head - Jerry Granelli Trio, What I Hear Now - Mark Kelso & The Jazz Exiles, Stealing From My Youth - Peripheral Vision, Sheer Tyranny of Will |
| Vocal Jazz Album of the Year | Heavy Metal Album of the Year |
| Emilie-Claire Barlow, Clear Day - Alex Pangman, New - Dan Brubeck Quartet, Live from the Cellar - Jaclyn Guillou, This Bitter Earth - Tara Kannangara, Some Version of the Truth | Kataklysm, Of Ghosts and Gods - Cancer Bats, Searching for Zero - Diemonds, Never Wanna Die - Fuck the Facts, Desire Will Rot - KEN mode, Success |
| Pop Album of the Year | Rock Album of the Year |
| Justin Bieber, Purpose - Hedley, Hello - Scott Helman, Augusta - Shawn Mendes, Handwritten - Walk Off the Earth, Sing It All Away | Death from Above 1979, The Physical World - Bryan Adams, Get Up - Matthew Good, Chaotic Neutral - Nickelback, No Fixed Address - The Sheepdogs, Future Nostalgia |
| Contemporary Roots Album of the Year | Traditional Roots Album of the Year |
| Buffy Sainte-Marie, Power in the Blood - Alan Doyle, So Let's Go - Fortunate Ones, The Bliss - Frazey Ford, Indian Ocean - LeE HaRVeY OsMOND, Beautiful Scars | Pharis and Jason Romero, A Wanderer I'll Stay - J. P. Cormier, The Chance - Jayme Stone, Jayme Stone's Lomax Project - Old Man Luedecke, Domestic Eccentric - The Wainwright Sisters, Songs in the Dark |
| World Music Album of the Year | |
| Boogat, Neo-Reconquista - Alex Cuba, Healer - Gypsy Kumbia Orchestra, Revuelta Danza Party - The Lemon Bucket Orkestra, Moorka - The Souljazz Orchestra, Resistance | |

### Lieder und Aufnahmen
| Single of the Year | Classical Composition of the Year |
| --- | --- |
| The Weeknd, Can't Feel My Face - Alessia Cara, Here - Drake, Hotline Bling - Justin Bieber, What Do You Mean? - Ria Mae, Clothes Off | Dinuk Wijeratne, Two Pop Songs on Antique Poems - John Burge, Piano Quartet - Jordan Pal, The Afar - Michael Oesterle, Centennials - Nicole Lizée, Bookburners                         |
| Dance Recording of the Year | R&B/Soul Recording of the Year |
| Keys N Krates, Save Me feat. Katy B - A-Trak, We All Fall Down feat. Jamie Lidell - Autoerotique & Max Styler, Badman (Torro Torro Remix) - Borgeous & Lights, Zero Gravity - Sleepy Tom & Diplo, Be Right There At All von Kaytranada war zunächst ebenfalls nominiert, wurde aber außerhalb des vorhergesehenen Zeitraums veröffentlicht und schließlich durch Zero Gravity ersetzt. | The Weeknd, Beauty Behind the Madness - Alessia Cara, Four Pink Walls - August Rigo, The Fall Out - Dru, Déjà Vu - Patrick Lehman, Butchy's Son                                        |
| Rap Recording of the Year | Reggae Recording of the Year |
| Drake, If You're Reading This It's Too Late - BADBADNOTGOOD & Ghostface Killah, Sour Soul - Kardinal Offishall, Kardi Gras, Vol. 1: The Clash - k-os, Can't Fly Without Gravity - SonReal, For the Town | Kafinal, Nah Complain feat. Daddy U Roy - Dubmatix, The French Sessions - Exco Levi, Hello Mama - Kreesha Turner, Sexy Gal feat. T.O.K. - Lyndon John X, Escape from the Mongoose Gang |

### Weitere
| Recording Package of the Year | Video of the Year |
| --- | --- |
| Lost Voices - Esmerine: Clyde Henry Productions (Chris Lavis and Maciek Szczerbowski) (Art Directors/Designers/Illustrators/Photographers), Constellation: Ian Ilavsky (Designer) - Club Meds - Dan Mangan + Blacksmith: Cam Dales (Art Director/Designer), Ben Clarkson (Art Director/Illustrator) - Elements - Long Distance Runners: Duncan Major (Art Director/Designer), Joel Upshall (Photographer) - West Trainz - West Trainz: Erik West Milette (Art Director) - Les Grandes artères - Louis-Jean Cormier: Sarah Marcotte-Boislard (Art Director) | Hello - Adele: Xavier Dolan - Virgins - Death from Above 1979: Eva Michon - Dark Days - PUP: Jeremy Schaulin-Rioux and Chandler Levack - For the Town - SonReal: Peter Huang - Avalanche - Kalle Mattson: Philip Sportel |